# Huelga minera de 1766

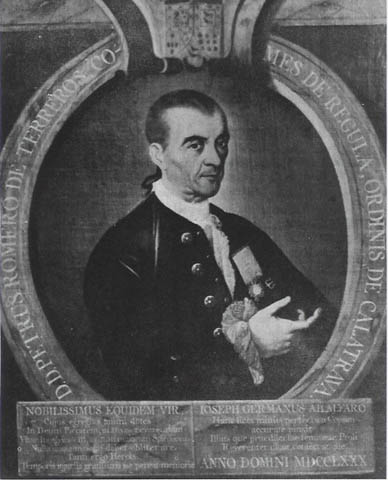
Pedro Romero de Terreros.

La huelga minera de 1766 fue una huelga laboral en las minas de Pachuca y Real del Monte surgida después de que Pedro Romero de Terreros, pretendió suprimir el partido y reducir los jornales de 4 a 3 reales por jornada laboral y aumentar al doble las cargas de trabajo para obtener mayores ganancias.
Los jornales eran los pagos en dinero que se hacían a los operarios en forma de asignación diaria y pago semanal. El Partido era un incentivo libre para los mineros (barretero), este consistía en que el último costal de mineral que se subía el trabajador de la jornada lo dividía entre el y el dueño de la mina.
Los mineros de protestaron por esto, que incluyó la presentación de un pliego de peticiones y el paro de labores. La inconformidad de los mineros fue planteada primero a las autoridades de Pachuca, quienes nada resolvieron, orillando a que estos solicitaran justicia ante el Virrey, Joaquín Juan de Montserrat y Cruïlles, pero la respuesta de este fue también insatisfactoria, debido a lo cual se desencadenan los hechos violentos del 15 de agosto de 1766.

## Antecedentes

### Minas de Pachuca y Real del Monte

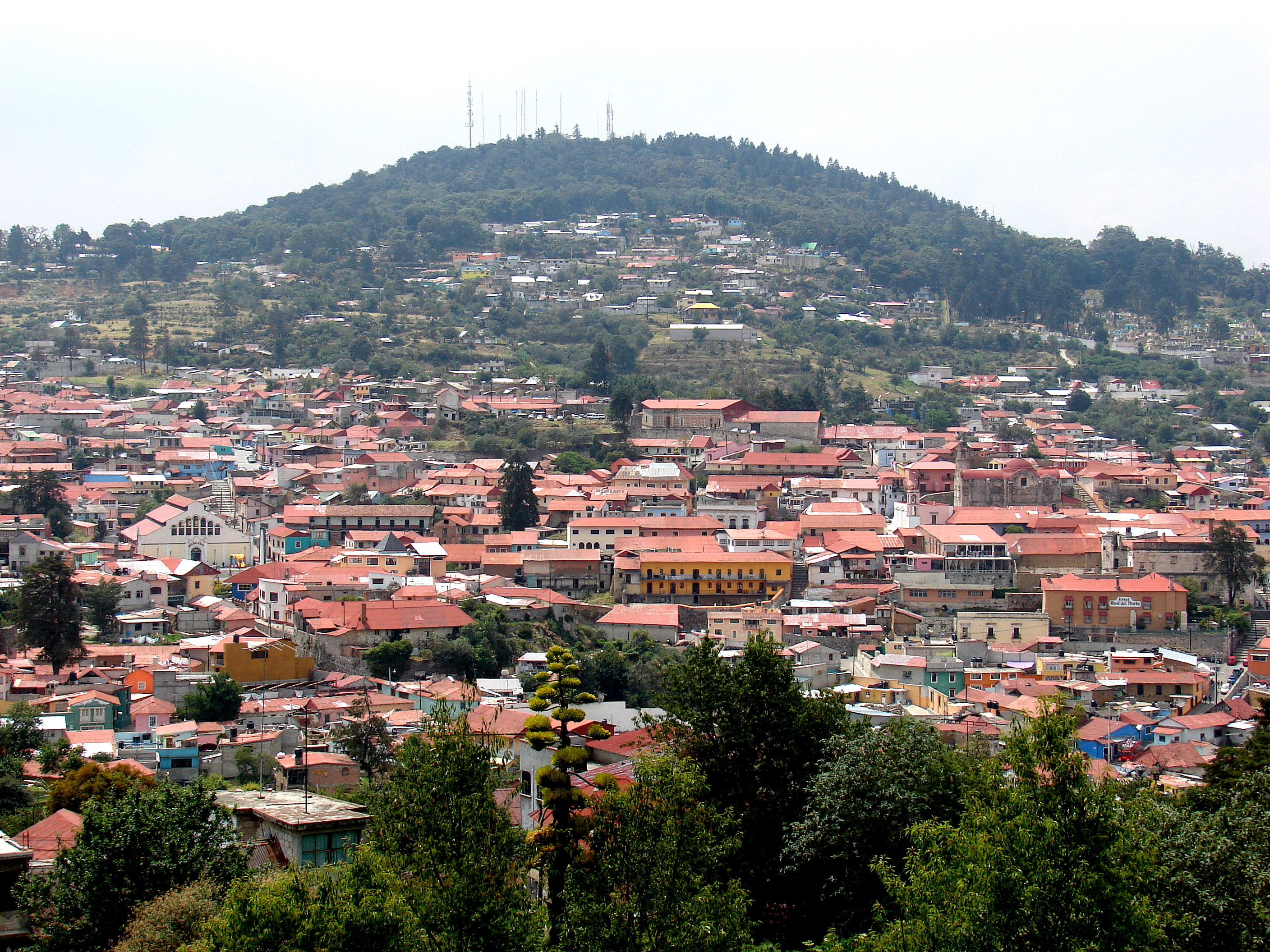
Panorámica de Real del Monte.

El distrito minero se localiza al norte de la cuenca de México, en la Sierra de Pachuca, en la provincia metalogenética denominada Eje Neovolcánico, lo cual explica la presencia de depósitos polimetálicos de plata, plomo, zinc, cobre y oro. Este distrito se divide en dos áreas: Pachuca y Real del Monte.
Debido a su proximidad a la Ciudad de México, recibió un especial interés en la búsqueda de metales preciosos, base de las economía colonial, y se transformó en el centro minero productor de plata más cercano a la capital, lo que facilitó la continuidad en la explotación.
El descubrimiento de las minas en la región fue realizado el 25 de abril de 1552 por Alonso Rodríguez de Salgado. Entre finales de 1554 e inicios de 1555 después de varios intentos, Bartolomé de Medina descubriría el método de amalgamación para la obtención de la plata, conocido como beneficio de patio. A partir de este momento, el aspecto de la población se fue transformando notablemente, pues empezaron a llegar decenas de operarios para emplearse en las diversas labores mineras.
A principios del siglo XVIII, la mayoría de las minas de Pachuca y Real del Monte estaban inundadas, los trabajos paralizados y con una escasez ficticia de mercurio, los pueblos de la región fueron despoblándose poco a poco y los trabajadores fueron emigrando a otras zonas mineras donde la crisis no era tan grande. José Alejandro Bustamante y Bustillo y Pedro Romero de Terreros firmaron un contrato para trabajar conjuntamente en el desagüe de las minas. La visión de Pedro Romero de Terreros, hizo resurgir el mineral de Real del Monte, al encontrar nuevas y ricas vetas que dieron a Pachuca un auge extraordinario.
El distrito de Pachuca pronto tomó el cuarto lugar en la Nueva España por la cuantía de su plata, solo superado por los distritos de Guanajuato, Real de Catorce y Zacatecas. Pedro Romero de Terreros se convertiría en el hombre más rico de la Nueva España.

### El Partido y los Jornales

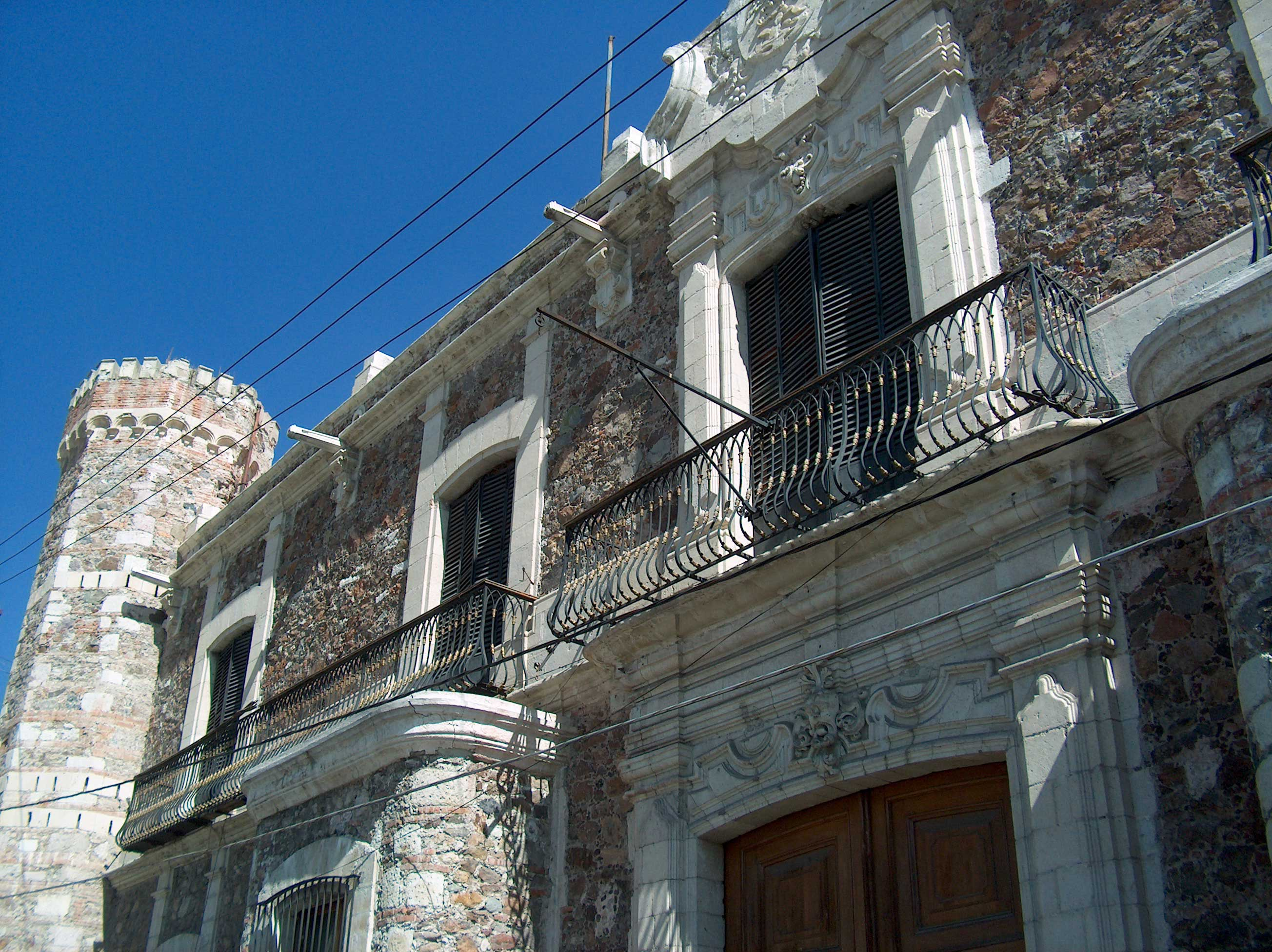
Edificio de las Cajas Reales de Pachuca, su construcción data del siglo XVII, por órdenes del virrey Antonio Sebastián de Toledo Molina y Salazar (Márquez Mancera), se tardó en construir en 5 años con un costo de $100 000 pesos.

Los jornales eran los pagos en dinero que se hacían a los operarios en forma de asignación diaria y pago semanal. Se puede afirmar que fue la forma de pago más difundida entre artesanos y peones (Obrero no especializado que tiene la categoría profesional más baja). El jornal no solo se diferenció de los salarios por el monto del pago sino por tratarse de una asignación diaria, lo que hacía que tuviera variaciones de consideración. Esta variación se acentuaba porque, siendo el jornal una forma de atracción para campesinos de la región que necesitaban alternar sus labores agrícolas con otros ingresos.
El Partido era un incentivo libre para los mineros (barretero) en Pachuca y Real del Monte, para que entraran a trabajar en las minas, a pesar de las malas condiciones de trabajo, porque mientras más trabajaran y mejor eligieran los lugares de labor, más ganaban. Consistía en que el último costal de mineral que se subía el trabajador de la jornada lo dividía entre el y el dueño de la mina.
En sus inicios, surgió como una necesidad de los dueños de minas cuyos caudales no eran suficientes para que, una vez invertidos, permitieran pagar sueldos de la totalidad de sus operarios y además obtener cierta ganancia. La solución a esta deficiencia financiera por aquellos años era substituir el salario de los barreteros mediante la asignación de una parte del mineral sacado. Era práctica común en las minas más pequeñas que se partiese el mineral extraído en dos partes iguales: una para el patrón y otra para el barretero; se trataba prácticamente de una sociedad entre ambos.
El Edificio de las Cajas Reales fue destinado a guardar el quinto de su majestad y el azogue. En ese tiempo se les denominaba "Reales" a los sitios con metales preciosos se debe a que, según la legislación española, los yacimientos minerales pertenecían al rey, quien entregaba en concesión a una persona a cambio de un impuesto de 20% sobre lo obtenido; este era llamado quinto real.

### Reducción de salario
En 1766 Pedro Romero de Terreros, pretendió suprimir el partido y reducir los jornales de 4 a 3 reales por jornada laboral y aumentar al doble las cargas de trabajo para obtener mayores ganancias.
Una indagación realizada por Joseph de Leoz, determinó la existencia de los llamados rescatadores, que vivían de la compra del mineral obtenido a través del partido. Los rescatadores exigían el mineral de mejor calidad, obligando a los operarios de apartar las mejores piedras, para subirlas en el último costal dedicado al partido, estos argumentos fueron invocados por Romero de Terreros al suspender el partido. Además trajo 80 mineros de Guanajuato para laborar.
Por otro lado los trabajadores laboraban de ocho a ocho, constantemente sufrían abusos por parte de los dueños y algunos sobrevivían de la venta de ese excedente, los mineros lucharon en contra de la disminución de los jornales y contra la anulación del partido.
Un núcleo pequeño de operarios, había comenzado a reunirse clandestinamente en la casa del minero Nicolás de Zavala. Este último junto con Domingo González y José Vicente Oviedo, fueron los principales dirigentes de la lucha, no solo por organizar y agitar la huelga, sino por elaborar en documentos las exigencias del conjunto de los operarios.

## Desarrollo

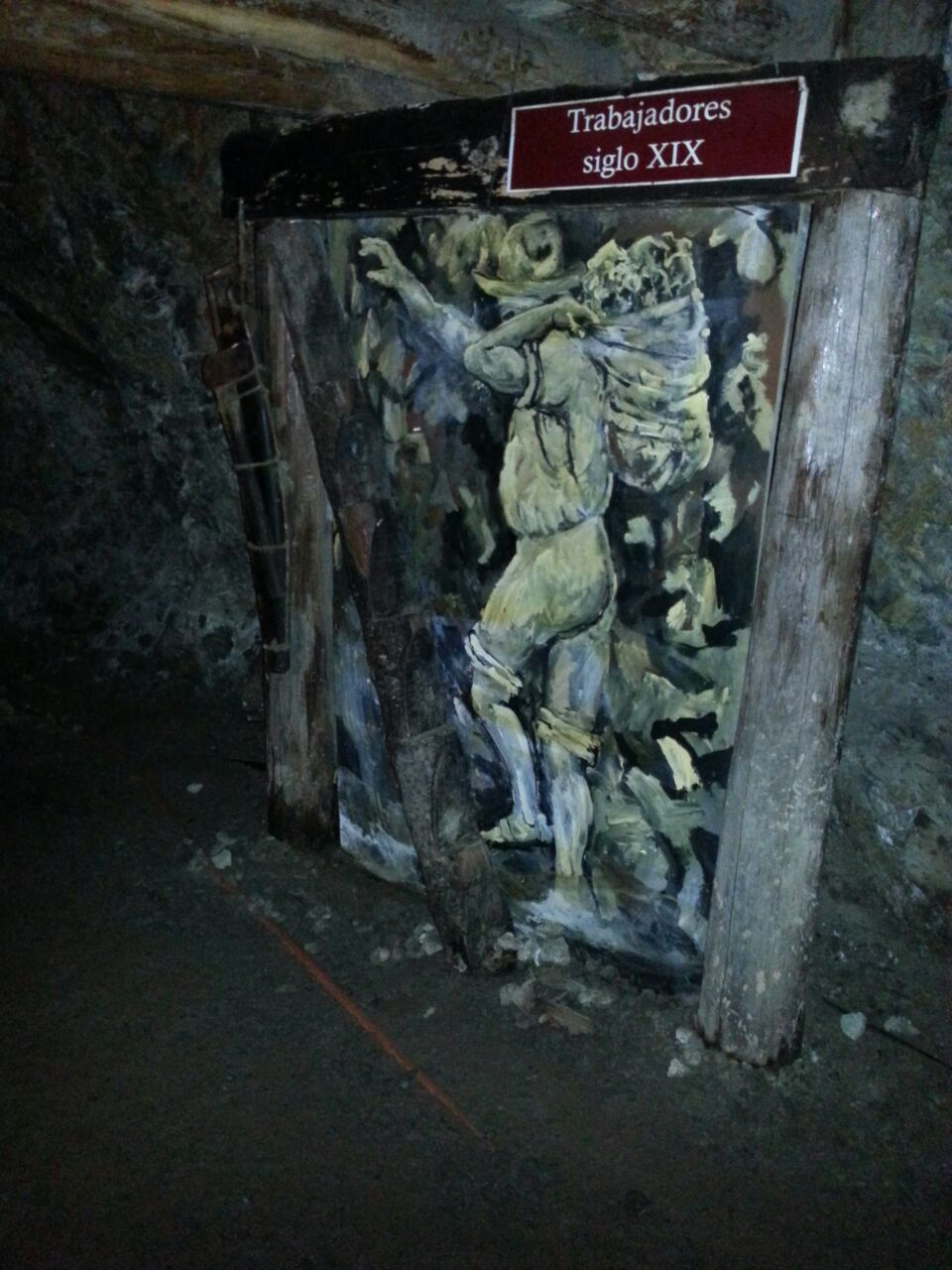
Representación de un Barretero en el Museo de Sitio Mina de Acosta.

### 28 de julio
El lunes 28 de julio de 1766 los mineros de la veta Vizcaína presentaron, ante los oficiales reales de la Real Caja de Pachuca, un pliego petitorio cuya primera y mayor demanda era la restitución integral del Partido. Los mineros nombraran una comisión con seis representantes: los hermanos José y Vicente Oviedo, Juan González, Juan Barrón y muy probablemente Antonio Alfaro y Juan Bacuaro. Este primer documento fue firmado por 70 trabajadores y consignaba que, en la veta Vizcaína:

«..todo es aprovecharse el amo y perecer los operarios...es y ha sido lo que ha mantenido siempre con decencia a los operarios, no el salario, porque éste son cuatro reales, que en el día o la noche que trabaja los gasta en la mina misma para alimentarse y fortalecerse en el trabajo y humedades de la mina...»
Pliego petitorio ante los oficiales reales de la Real Caja de Pachuca

Pedro Romero de Terreros, se encontraba en la Ciudad de México, las autoridades no se atrevieron a obrar en un solo punto de las demandas presentadas por los mineros sin antes consultarlo por escrito. Una vez presentada la queja ante las autoridades de Pachuca, al regresar a Real del Monte, un grupo de hombres recogedores al mando del administrador Marcelo González, secuestraron a los dirigentes del movimiento y los obligaron a trabajar toda la noche en excavación.
Al día siguiente, los operarios organizaron un contingente de 250 trabajadores para protestar y exigir solución a sus demandas en Pachuca, el contingente permaneció toda la noche hasta obligar a las autoridades locales desplazarse a Real del Monte y solucionar sus peticiones. Ese mismo día, el resto de los operarios se había ausentado de sus labores, dos días después, un contingente mayor –de alrededor de 300 mineros– avanzó nuevamente hacia Pachuca a exigir que les regresara la queja para presentarla en un tribunal de mayor jerarquía.

### Queja del primero de agosto
El movimiento redactó un nuevo documento, contrató a un abogado y consiguió la adhesión, esta vez, de 1200 operarios de Real del Monte. En esta queja, llamada del 1 de agosto, los mineros pedían que se les subiera el salario, la violencia que padecían en la mina, y denunciaban a los esquiroles –esclavos negros– y a trabajadores traídos de Guanajuato que estaban siendo usados para quebrar la huelga. En este documento se lee:

«...Siendo un beneficio el de las minas, que parece lo tiene Dios con particularidad para que todos participen de él, especialmente después del dueño los instrumentos, por cuyo medio logra, cuales somos los operarios, venimos a ser a los que menos alcanza, pues apurando por tantos modos lo que nos toca, nos ha venido a dejar nada. Este daño, señor, es de un pueblo entero, numeroso, como que asciende a más de mil doscientos hombres...»
Queja del primero de agosto, Archivo General de la Nación, pág. 37; 1766.

Este texto fue presentado al Virrey, Joaquín Juan de Montserrat y Cruïlles. Quien prometió resolver las demandas de los trabajadores, si estos regresaban al trabajo y redactó un documento girando instrucciones a las autoridades de Pachuca.
El 6 de agosto, los administradores de la mina anunciaron que se respetaría el partido, pero omitiendo el resto de las demandas, frente a lo cual despidieron a gritos a los administradores. El 8 de agosto se arrestó a los operarios que habían fungido como mensajeros; sus compañeros fueron a pedir su libertad al alcalde mayor de Pachuca, Miguel Ramón de Coca, pero éste no accedió.
El 14 de agosto de 1766, 2000 trabajadores eligieron a once barreteros para formar parte de una comisión de negociación, Romero de Terreros accedió a dejar intacto el partido, pero omitió el problema del salario para los peones.

### 15 de agosto

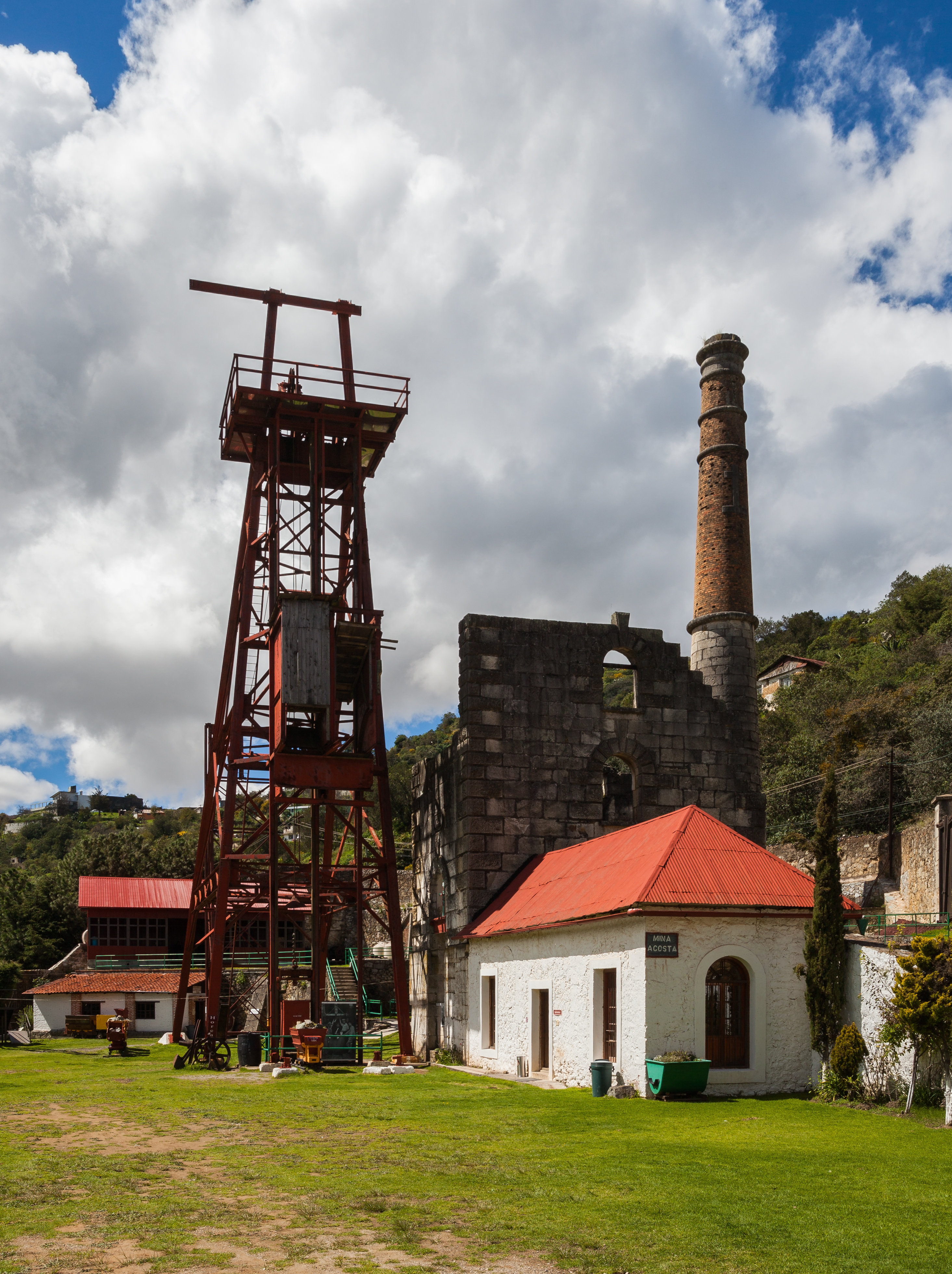
La mina de Acosta en Real del Monte. Inicia sus trabajos en 1727 y mantiene su actividad productiva hasta 1985. En 2001 se transforma en un museo,

El 15 de agosto, muchos trabajadores regresaron al trabajo. Sin embargo, los peones comenzaron a organizarse, porque su situación permanecía igual. Muchos barreteros, plantearon su solidaridad a los peones y dijeron: Hubo acuerdo, pero no con los peones y ninguno de nosotros se bajará. Los barreteros de la mina de Santa Teresa fueron obligados a llevarse en el partido el mineral de baja calidad. Hostigados por los recogedores, acuden a la mina La Palma, donde se encuentra Romero de Terreros, este se niega a escucharlos. Una multitud de mineros y sus familias se concentraron en el atrio de la Parroquia de la Asunción. En este momento aparece el Cura José Rodríguez Díaz, quien sale de dar su sermón. No falta quien lo insulte y alguno lo amenaza, un peón dice: "O compone esto o a sangre y fuego se ha de acabar hoy el Real" o ¡use los sacramentos que el Real hoy se destruirá!”.
El cura los contiene y ofrece mediar ante Romero de Terreros, va en su busca y da con él en la Mina de San Cayetano. Tras un par de horas de discusión, llegan a un acuerdo: se respetará el partido si para el turno de la noche las minas volverán a estar pobladas. No obstante al poco rato, dos recogedores entran en una taberna y secuestraron a palos a un grupo de operarios y se los llevaron a trabajar a la Veta Vizcaína. La noticia se esparce, la multitud después de liberar a los presos en Pachuca, se moviliza y el paro de labores volvió a generalizarse en la Vizcaína, San Cayetano y La Joya.
Al anochecer, Romero de Terreros y el alcalde mayor de Pachuca José Ramón de Coca, se encuentran con un gran contingente armados con palos y piedras que gritaban maldiciones. Romero de Terreros logró escapar a su hacienda de San Miguel Regla. Pero el alcalde mayor no, al tratar de defenderse golpeó con un palo a un minero y la turba se enardeció, llenándolo de piedras y palos hasta matarlo; al grito de ¡viva el rey!, ¡muera el mal gobierno!. Los operarios buscaban al rayador Francisco Lira y a Cayetano Celis. Únicamente encontraron al capataz, Manuel Barbosa, quien fue lapidado por los operarios.

### Consecuencias

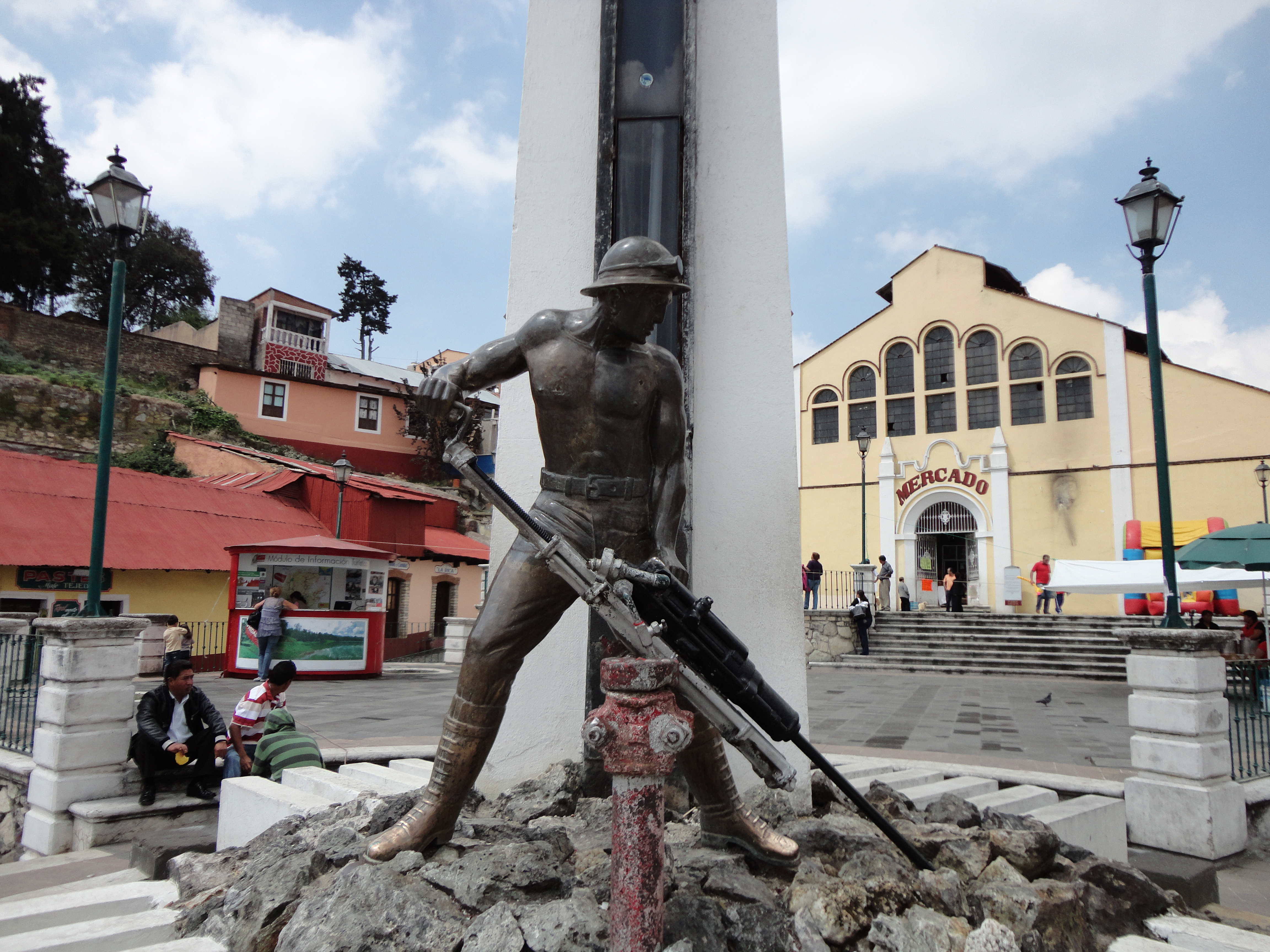
Monumento al minero anónimo en Real del Monte. Su obra que se inició en noviembre de 1947 y se inauguró el 22 de marzo de 1951.

El 16 de agosto de 1766 arribaron a Pachuca 330 hombres armados, provenientes de Atotonilco el Grande, Zempoala y Tulancingo. El virrey envío a la zona de conflicto al abogado Francisco Javier Gamboa quien en ese tiempo fungía como alcalde de corte de la Real Audiencia. Llegando a Pachuca el 17 de  agosto, a efecto de realizar toda gestión necesaria para regularizar la situación, escuchó a mineros, operarios y administradores y dictó unas ordenanzas exclusivas para Real del Monte, aprehendió a algunos cabecillas y logró, en apariencia, restablecer el orden.
Las ordenanzas contenían 19 capítulos en los que se regulaban las condiciones de trabajo y se mantenía el partido, y fueron publicadas en octubre de 1766. Las ordenanzas dejaron inconforme a Romero de Terreros y encontró tres aliados para combatir por su causa: José Antonio de Areche, fiscal de su majestad; José de Gálvez, visitador del reino, y Pedro José de Leos, alcalde mayor de Tulancingo, dentro de cuya jurisdicción se encontraban varias de las haciendas de beneficio del Conde. Los tres hicieron acuciosos informes en los que culpaban a los partidos de la actitud de los operarios y de ser la ruina de la minería. Desde agosto de 1766 hasta febrero de 1767 se presentaron una serie de motines en la región
El conflicto se prolongó hasta 1773, en que el Virrey Antonio María de Bucareli y Ursúa, aprobó diversas medidas a fin de que se reanudaran las labores en las minas de Pachuca y Real del Monte. En noviembre de 1775, había rastros de los hechos, como se desprende de las medidas contra los 18 cabecillas del movimiento, que para independientemente de haber purgado ya pena de prisión en La Habana por 10 años, se les prohibió "trabajar juntos en cualquier actividad y a ninguno en lo particular, en mina alguna de estos reinos, por considerarlos de alto peligro para la Corona".